# Aemilia (planetka)
(159) Aemilia je planetka hlavního pásu s průměrem 131 km, kterou objevil P. P. Henry 26. ledna 1876.